# 実行の着手
実行の着手（じっこうのちゃくしゅ）とは、犯罪の成立要件の一つである構成要件を構成する実行行為の開始を指す概念。

## 概説
犯罪の実行への着手があったがこれを遂げなかった場合を未遂犯という。
本来、刑罰法規の基本的構成要件は既遂犯を予定して作られているものである。未遂犯はこのような基本的構成要件を修正して既遂に至る前段階の一定の行為についてそれ自体を処罰するものである。
実行の着手は、それ以前の予備や陰謀の段階と、それ以後の未遂（さらに既遂）の段階とを分ける分水嶺の役割を果たしている。未遂犯処罰の規定がある場合でも、実行の着手に至っていなければ、予備・陰謀の処罰規定（予備罪・陰謀罪）がない限り犯罪不成立となる。未遂犯処罰の規定がある場合に、実行の着手が認められるときは未遂犯となり、さらに既遂に達すると既遂犯となる。

## 実行の着手時期

### 学説
未遂犯処罰の根拠は近代学派と古典学派で大きく異なる。近代学派の立場では犯罪は行為者の危険的な性格の発現とみることから、未遂犯処罰の根拠についても行為者の法敵対的な意思の発現にあるから行為者の意思に差異がない以上は未遂犯も既遂犯と同様に処罰すべきであるとするのに対し、古典学派の立場では犯罪行為の客観的側面を基準に考えるべきとし、構成要件的結果を発現する危険度の増大に従って予備よりも未遂、未遂よりも既遂の方が重い罪責に問われるべきであるとする。
「犯罪の実行に着手」の意味については主観説と客観説の対立がある。
- 主観説（近代学派）

行為者の犯罪的意思を基準として実行の着手を認定する学説。主観説では外部的・客観的な行為は故意を認識するための手段とみるにすぎない。
主観説に対しては行為の客観的意味も考慮すべきで犯罪意思への偏重は正しくないという批判がある。
- 客観説（古典学派）

犯罪行為の客観的側面を基準として実行の着手を認定する学説。
- 形式的客観説

犯罪の構成要件を基準として実行の着手を認定する学説。
- 実質的客観説

法的侵害の現実的危険性の有無を基準として実行の着手を認定する学説。
- 折衷説

主観説でも行為者の主観を離れた客観的行為は予定され、客観説でも基本的構成要件についての構成要件的故意は必要であるから、両説に区別の実益はないとして行為の主観・客観の両側面から実行の着手を認定する学説。

### 間接正犯における実行の着手
間接正犯における実行の着手時期については、被利用者が道具として行為を開始した時であるとする学説と、利用者が被利用者に対して犯罪への誘致行為を行った時であるとする学説に分かれている。

### 原因において自由な行為における実行の着手
原因において自由な行為における実行の着手時期については、行為者の責任ある状態で行われた原因設定行為の時であるとする学説（通説）と、行為者の意識喪失時に行われた自然的行為の時であるとする学説に分かれている。

### 判例
最高裁判所は「早すぎた構成要件の実現」に関する裁判において、実効の着手に関して次のとおり判示した。
「第１行為は第２行為 を確実かつ容易に行うために必要不可欠なものであったといえること，第１行為に 成功した場合，それ以降の殺害計画を遂行する上で障害となるような特段の事情が 存しなかったと認められることや，第１行為と第２行為との間の時間的場所的近接 性などに照らすと，第１行為は第２行為に密接な行為であり，実行犯３名が第１行為を開始した時点で既に殺人に至る客観的な危険性が明らかに認められるから，そ の時点において殺人罪の実行の着手があったものと解するのが相当である。」